# Jacint Cotonat i Cerqueda
Jacint Cotonat i Cerqueda (Caregue, Rialb, Pallars Sobirà, 4 de juliol de 1942 - Lleida, Segrià, 7 d'abril de 2021), fou un sacerdot i arxiver català. Els seus pares eren Teresa Cerqueda i José Cotonat.
L'any 1953 inicià els seus estudis eclesiàstics al Seminari Diocesà de Lleida, estudis que no va finalitzar fins al cap de dotze anys, quan es va ordenar com a prevere el 12 de juny de 1965 a la Capella Major del seminari lleidatà, consagrat pel llavors bisbe de la diòcesi Aurelio del Pino Gómez. Més tard es va llicenciar en Filosofia i Lletres per la Universitat Autònoma de Barcelona, i va obtenir el màster de Arxivística per la Universitat de Lleida
Entre el 1973 i el 1990 fou sacerdot de la parròquia de la Verge dels Pobbres de Lleida, per a continuació assumir el càrrec de rector de Sant Josep Obrer durant catorze anys més. Fou adscrit a la Unitat Pastoral de Sant Josep Obrer i Sant Agustí (2004-2007), capellà de la Residència Miraculosa des del 2007, i adscrit (2007-12) a Sant Llorenç i Sant Andreu. Fou també professor de religió i moral catòlica a diferents escoles i instituts de Lleida, auxiliar de l'Arxiu Diocesà de Lleida (1992-2003), director de la Biblioteca del Seminari Diocesà de Lleida (2002-2003), entre d'altres càrrecs. El 2003 va esdevenir director Arxiver Diocesà, amb l'encàrrec específic d'iniciar la digitalització i informatització de l'Arxiu Diocesà, tasca que desenvolupà fins a la seva mort. El 2009 va ser nomenat canonge encarregat de l’Arxiu Capitular de la Catedral de Lleida.